# Aérodrome de Boumba Bek
L’aéroport de Boumba Bek est situé dans la Région de l'Est du Cameroun. C'est un aérodrome qui sert de base d'accès à la réserve du parc national de Boumba Bek.